# Samuel Chapanga
Samuel Luis Chapanga, meglio noto come Campira (Maputo, 9 aprile 1982), è un ex calciatore mozambicano, di ruolo difensore.

## Caratteristiche tecniche
Gioca come difensore centrale.